# Fondul construit de pe str. Buna Vestire (Chișinău)
Fondul construit de pe str. Buna Vestire este un complex de clădiri amplasat pe str. Buna Vestire – 6, 9, 15, 19, 21 în Chișinău, Republica Moldova. Este un monument arhitectural și de artă de importanță națională inclus în Registrul monumentelor Republicii Moldova ocrotite de stat cu nr. 283.05 (municipiul Chișinău).

## Clădiri

nr. 6 (?)
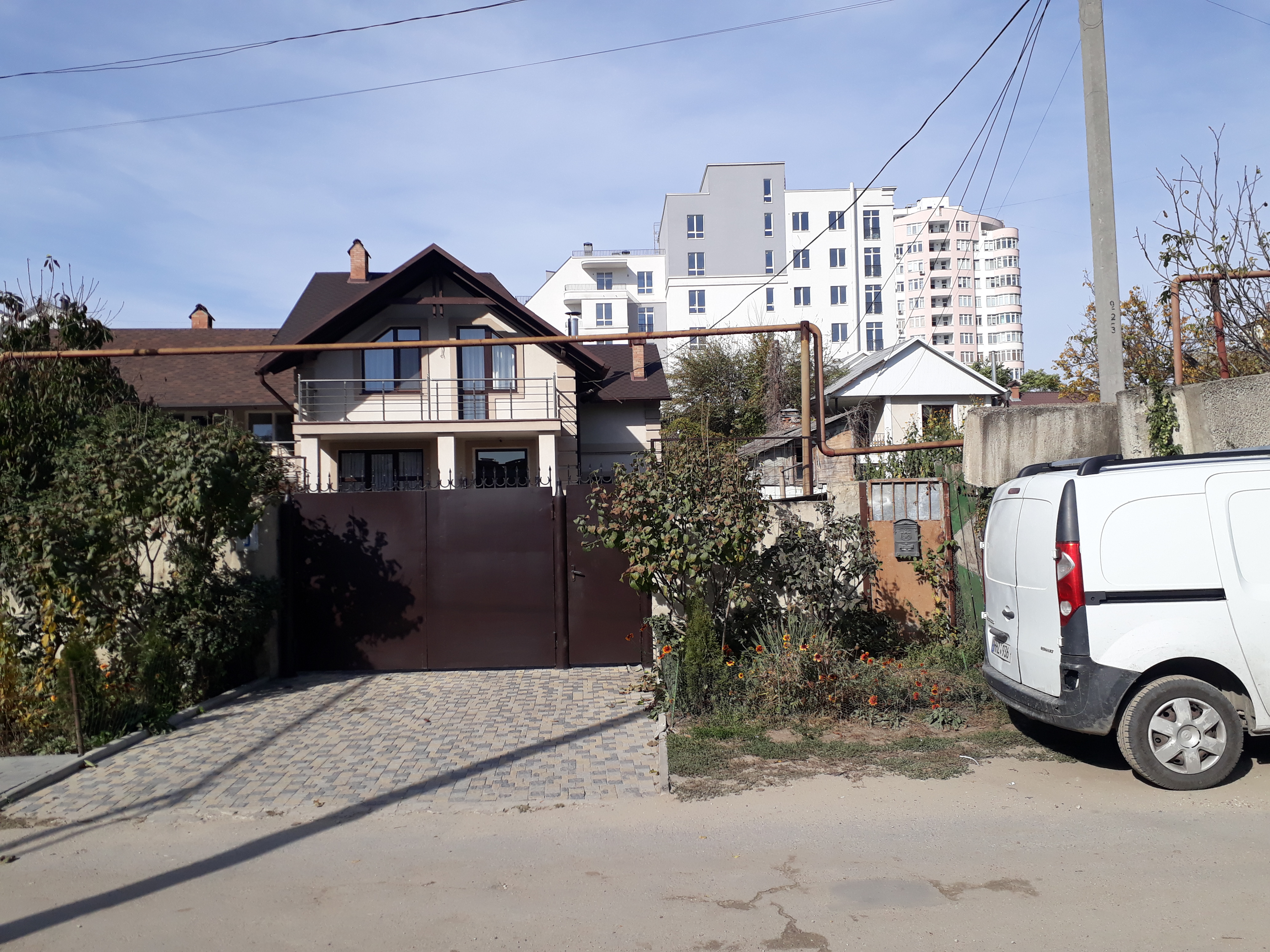
nr. 9 (inexistentă; în imagine o construcție nouă)
nr. 15 (?)
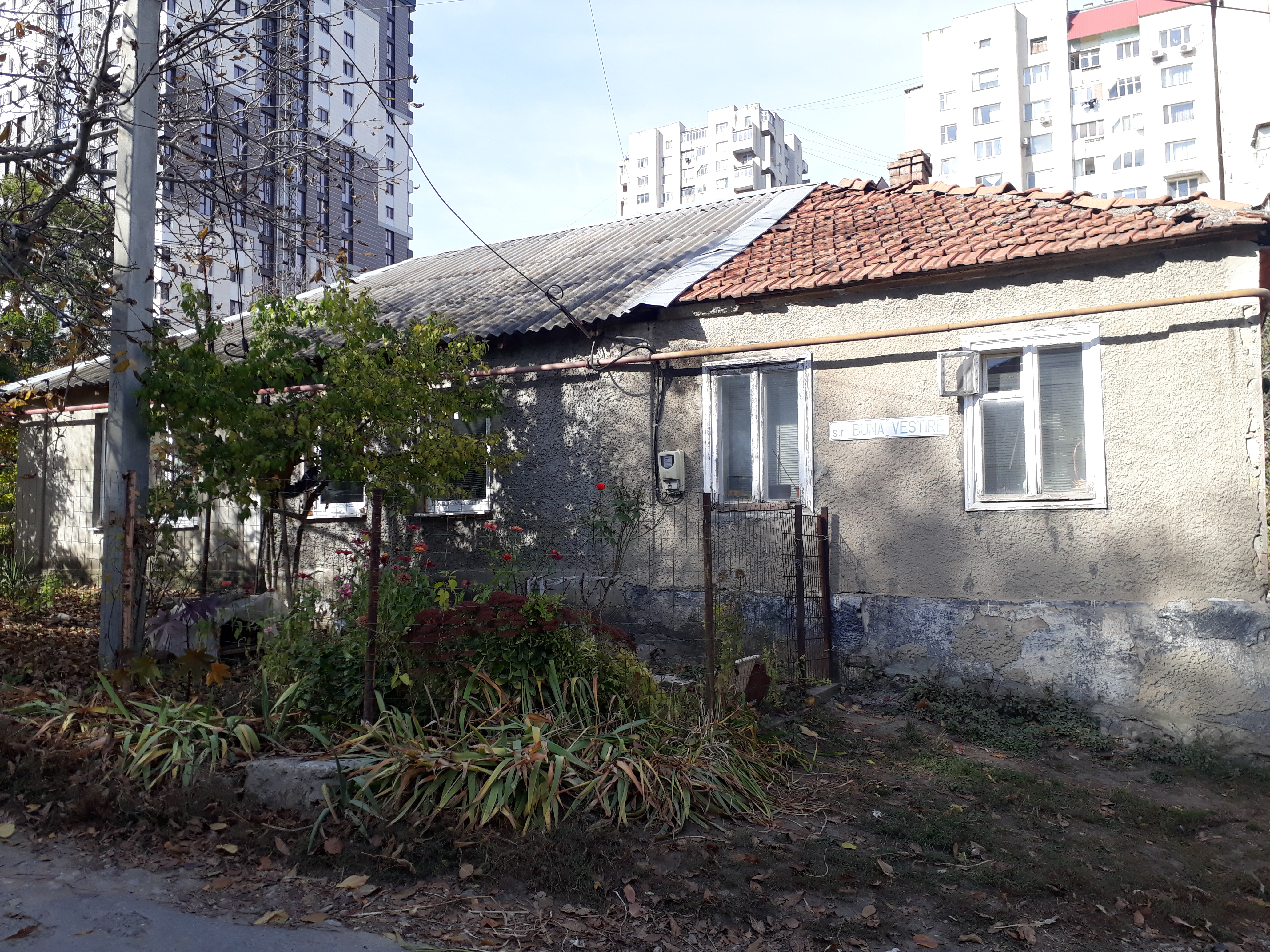
nr. 19
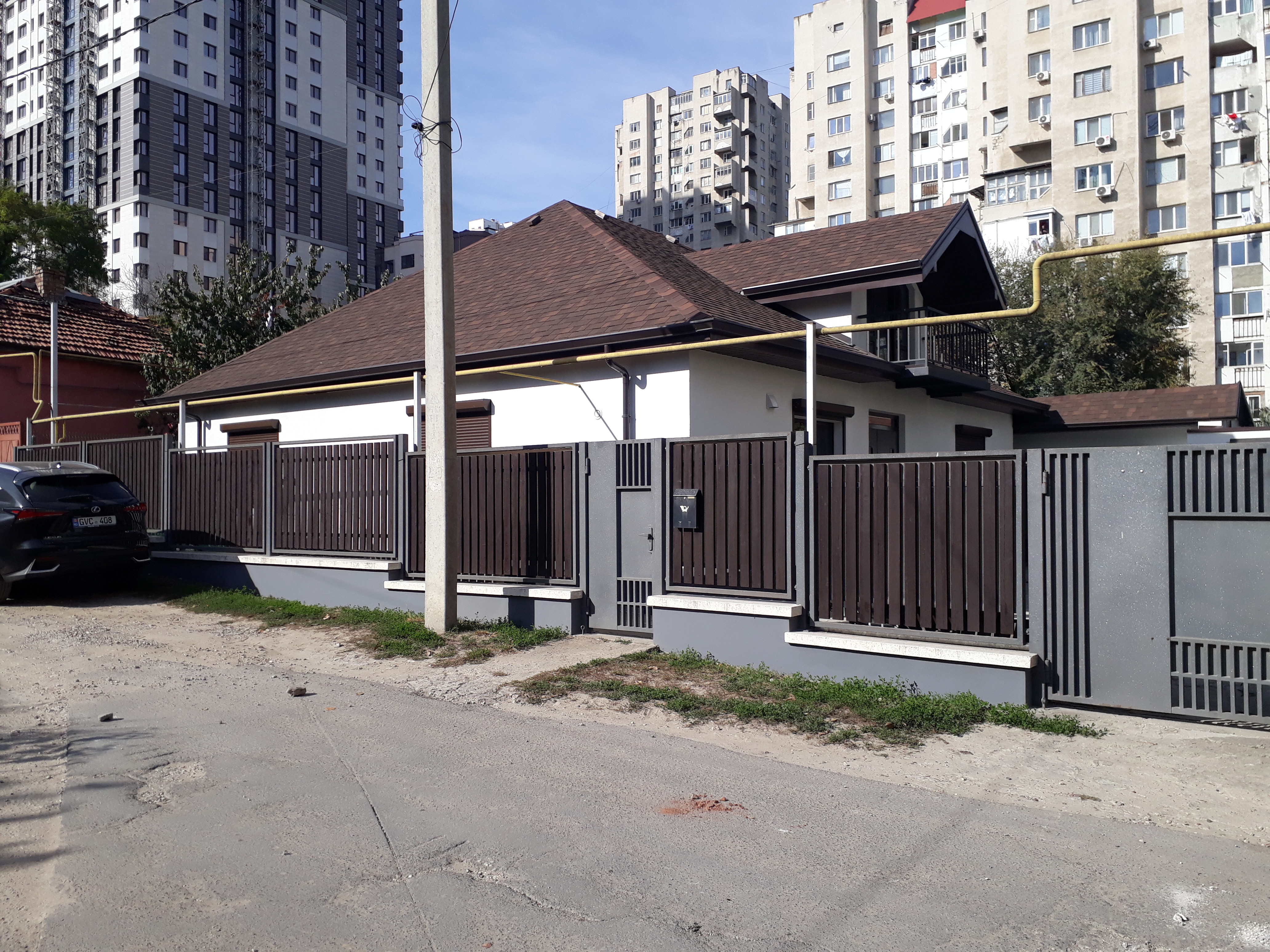
nr. 21 (inexistentă; în imagine o construcție nouă)